# Айватовци
 Тази статия е за селото в Скопско, Северна Македония.  За селото в Солунско, Гърция вижте Айватово.  
Айватовци (понякога книжовно Хайватовци, на македонска литературна норма: Ајватовци) е село в рамките на община Белимбегово (Илинден), Северна Македония.

## География
Айватовци е разположено в източната част на Скопската котловина на няколко километра от магистралата Скопие - Куманово.

## История
В края на XIX век Айватовци е българско село в Скопска каза на Османската империя. Според статистиката на Васил Кънчов („Македония. Етнография и статистика“) към 1900 година в селото живеят 190 българи християни.
В началото на XX век цялото село е под върховенството на Българската екзархия. По данни на секретаря на екзархията Димитър Мишев („La Macédoine et sa Population Chrétienne“) в 1905 година в Хайватовци има 176 българи екзархисти.
През октомври 1910 година селото пострадва по време на обезоръжителната акция на младотурците.
При избухването на Балканската война в 1912 година двама души от Айватовци са доброволци в Македоно-одринското опълчение.
След Междусъюзническата война в 1913 година селото влиза в границите на Сърбия.
На етническата си карта от 1927 година Леонард Шулце Йена показва Айдовце (Ajdovce) като село с неясен етнически състав.
Според преброяването от 2002 година в Айватовци живеят 232 жители.
| Националност     | Всичко |
| северномакедонци | 231    |
| албанци          | 0      |
| турци            | 0      |
| роми             | 0      |
| власи            | 0      |
| сърби            | 1      |
| бошняци          | 0      |
| други            | 0      |

## Личности
Родени в Айватовци
- Милан Арсов Аврамов, земеделец, македоно-одрински опълченец, Кюстендилска дружина, Втора рота на Втора скопска дружина, носител на орден „За храброст“, IV степен[7]
- Тодор Стоянов, македоно-одрински опълченец, Втора рота на Единадесета сярска дружина[8]